# Суифт (кратер на Луната)
Вижте пояснителната страница за други значения на Суифт (кратер).
Суифт е малък ударен кратер на Луната. Намира се в североизточната част на Маре Крисиум, в североизточната част на близката страна на Луната. На юг от Суифт се намира големия кратер Пиърс. Преди кратерът е наричан Пиърс Б, но след това е прекръстен на Суифт.
Кратерът е кръгъл, с форма на чаша с малко дъно в средата. Суифт е симетричен със следи от малки удари.